# Mercedes-Benz Classe GLA
O Mercedes-Benz Classe GLA  é um SUV compacto de luxo com cinco lugares apresentado na edição de 2013 Salão do Automóvel de Frankfurt. O Classe GLA utiliza a mesma plataforma do hatch Classe A.
O Mercedes Benz GLA é posicionado com SUV de entrada da montadora alemã. O que o torna concorrente direto do Audi Q3 e do BMW X1.

## Galeria
- Primeira geração (2014-2020)
- Segunda geração (2020-presente)